# Marchettiïta
La marchettiïta és un mineral de la classe dels minerals orgànics. Rep el nom de Gianfranco Marchetti, qui va recollir les primeres mostres.

## Característiques
La marchettiïta és una substància orgànica de fórmula química C₅H₇N₅O₃. Va ser aprovada com a espècie vàlida per l'Associació Mineralògica Internacional l'any 2017, sent publicada l'any 2022. Cristal·litza en el sistema triclínic.
L'exemplar que va servir per a determinar l'espècie, el que es coneix com a material tipus, es troba conservat al Museu de Mineralogia del Departament de Geosciències de la Universitat de Pàdua, a Itàlia, amb el número de catàleg: mmp m17892.

## Formació i jaciments
Va ser descoberta al pendent sud-oest del mont Cervandone, a l'Alp Devero, dins la província de Verbano-Cusio-Ossola (Piemont, Itàlia), on es presenta com a agregats de cristalls prismàtics, allargats o laminats, de color rosa pàl·lid a blanc. Es tracta de l'únic indret de tot el planeta on ha estat descrita aquesta espècie mineral.